# Pedro Fernandes Sardinha
Pedro Fernandes Sardinha, ou Pero Sardinha, (Setúbal, 1496 – Coruripe, 16 de junho de 1556) foi um sacerdote português, primeiro bispo do Brasil.

## Biografia
D. Pedro Fernandes Sardinha era filho de Gil Fernandes Sardinha e de sua mulher Lourença Fernandes. Diplomou-se em Teologia, cerca de 1528, na Universidade de Paris, e ensinou nas Universidades de Coimbra e de Salamanca.
Foi provisor e vigário geral na Índia após 1546.
Designado bispo do Brasil em 25 de fevereiro de 1551, foi ordenado, em 7 de fevereiro de 1552, pelo bispo Dom Fernando de Menezes Coutinho e Vasconcellos, chegou à cidade do Salvador na Bahia no dia 25 de fevereiro de 1551, e tomou posse do cargo no dia 22 de junho de 1552.
Em 1556 é chamado à Metrópole pelo que resigna, entrega a gestão da diocese ao vigário-geral Francisco Fernandes e embarca, em 2 de junho de 1556, na nau Nossa Senhora da Ajuda.
No dia 16 de julho de 1556, a nau naufraga nos baixios de D. Rodrigo, junto à foz do rio Coruripe, onde está atualmente a cidade de Coruripe, no estado de Alagoas, a seis léguas do São Francisco.
De acordo com o relato do frei Vicente de Salvador, os passageiros são capturados pelos índios caetés que, no arroio de S. Miguel das Almas, os matam e comem.
«Em uma enseada, junto a este rio, alguns anos depois, sucedeu o triste desastre do naufrágio do bispo D. Pedro Fernandes Sardinha, primeiro do Brasil, que dando nela à costa, foi cativo dos índios Caetens, cruéis e desumanos, que conforme o rito da sua gentilidade, sacrificaram à gula, e fizeram pasto de seus ventres, não só aquele santo varão, mas também a centena e tantas pessoas, gente de conta, a mais dela nobre, que lhe faziam companhia voltando ao reino de Portugal.»
VASCONCELLOS, Simão de. Chronica da Companhia de Jesu de Estado do Brasil (...). Lisboa : na Officina de Henrique Valente de Oliveira impressor del Rey N.S., 1663, Livro I, n.º 46, p. 32.

## Controvérsia acerca das circunstâncias da morte
Pesquisas recentes colocam em dúvida se o bispo Sardinha teria mesmo sido devorado pelos indígenas, já que os relatos são todos marcados pela intenção de condenar os caetés e torná-los sujeitos à escravização. O principal narrador desse episódio foi o frei Vicente do Salvador; porém em outras narrativas que descrevem o incidente encontram-se controvérsias capazes de lançar dúvidas sobre a veracidade dos relatos de sua morte às mãos dos caetés. 
O verdadeiro motivo da morte do primeiro bispo do Brasil poderia ter sido a vingança do governador-geral, Duarte da Costa, e de seu filho Álvaro da Costa, que poderiam ter tramado tal crime e incriminado os caetés.
O que se sabe é que a morte do bispo Sardinha serviu de pretexto aos portugueses para iniciarem uma guerra contra os caetés. Em cinco anos de conflito, os portugueses exterminaram os cerca de 80 mil caetés e passaram a colonizar a região onde eles habitavam.

## Outros factos
Dom Pedro Fernandes Sardinha foi sucedido na Sé Primacial do Brasil por Dom Pedro Leitão (1519-1573).
Em 1928, Oswald de Andrade utilizou-se do episódio para datar o Manifesto Antropofágico.